# ロシアのヴィーナス
『ロシアのヴィーナス』（ロシア語: Русская Венера）は、ロシアの画家、ボリス・クストーディエフ（1878-1927）が1925年から1926年に描いた油絵である。ボリス・クストーディエフの最晩年に描かれたとされる。別の作品のキャンバス裏側に描かれていて、修復され、ロシアのニジニ・ノヴゴロドの美術館（Nizhny Novgorod State Art Museum）に収蔵されている。ロシア式のサウナ「バーニャ」に入っている女性が描かれている。

## 説明
1906年に描かれた、『テラスにて（На террасе』の裏側に描かれていた。クストーディエフは1921年に水彩で、同じ構図の習作を描いている。

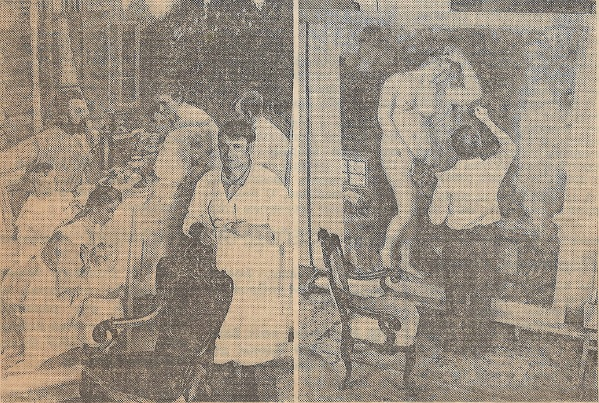
修復の様子（左:『テラスにて』。右:修復作業）

ゴーリキー美術館（Горьковского художественного музея）が浸水の被害を受けた時、損傷を受け、イーゴリ・グラバール美術修復研究センター（Всероссийский художественный научно-реставрационный центр имени академика И. Э. Грабаря）の有名な修復家であるパベル・イワノビッチ・バラノフ（Pavel Ivanovič Baranov）によって修復を受け、バラノフは特別な展示ケースを作り、両方の作品が見られるようにした。
『ロシアのヴィーナス』はロシアの田舎のロシア式のサウナ「バーニャ」に入っている女性を描いている。 モデルはクストーディエフの娘イリーナ・クストーディエフ（Irina Kustodieva）ではないかとされている。窓辺には彼女の脱いだ靴や衣服が置かれ、窓の外には雪に覆われた景色が描かれている。女性はヴェニクと呼ばれる枝箒を持っている。
この作品は修復の後、ロシア連邦ニジニ・ノヴゴロド州のニジニ・ノヴゴロドの美術館（Nizhny Novgorod State Art Museum）に収蔵されている。

## 関連作品

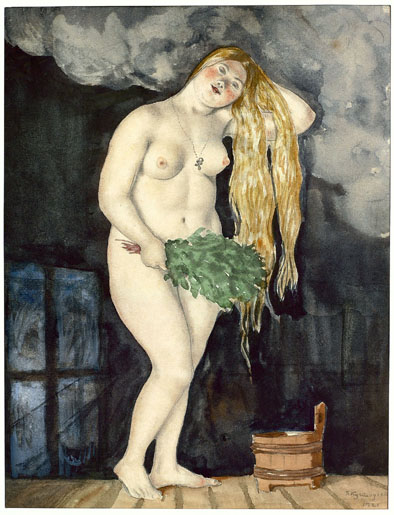
「ロシアのヴィーナス」(水彩画) (1921) Yaroslavl Art Museum
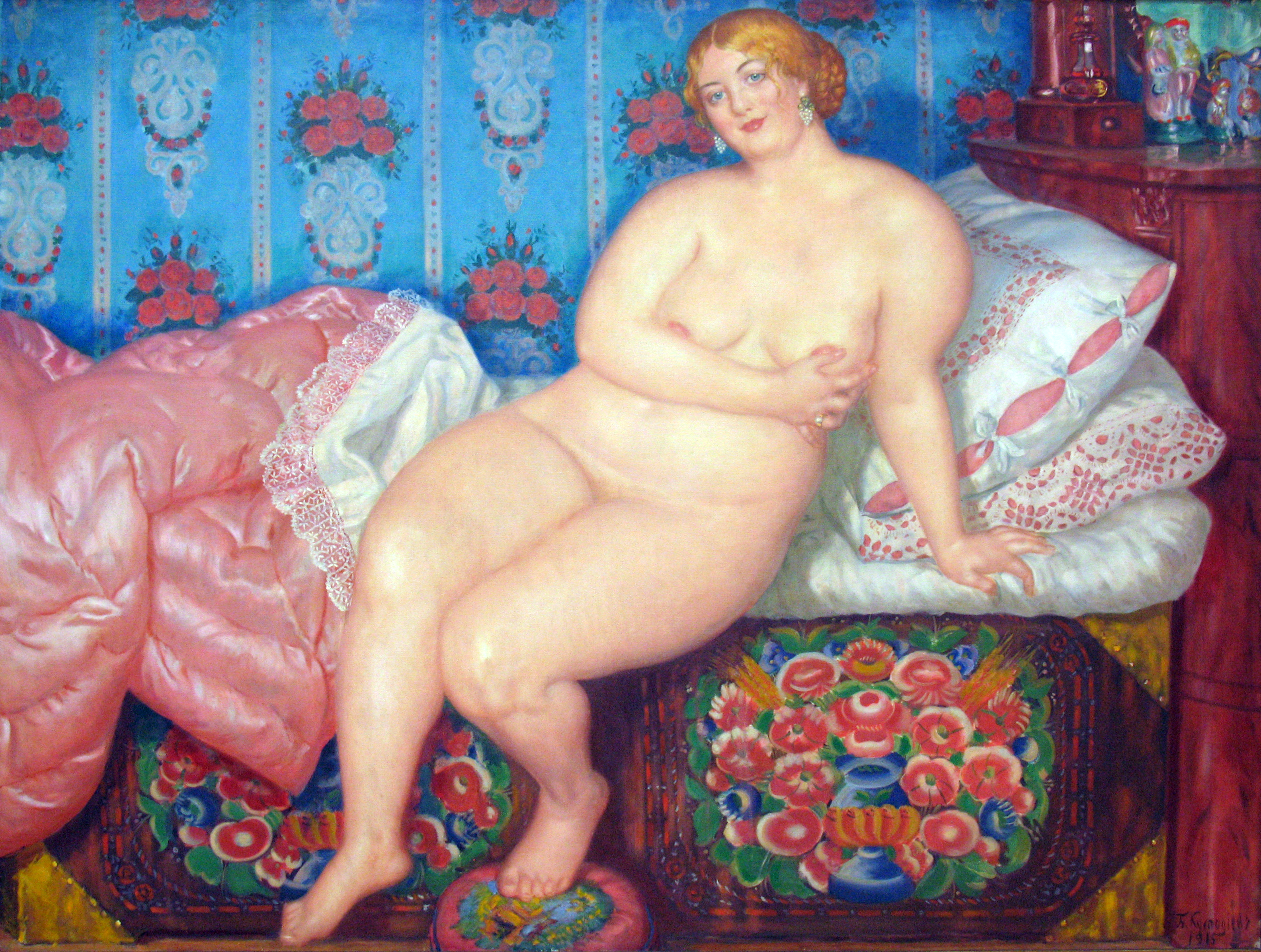
クストーディエフの別のヌード、『 美人（Красавица）』
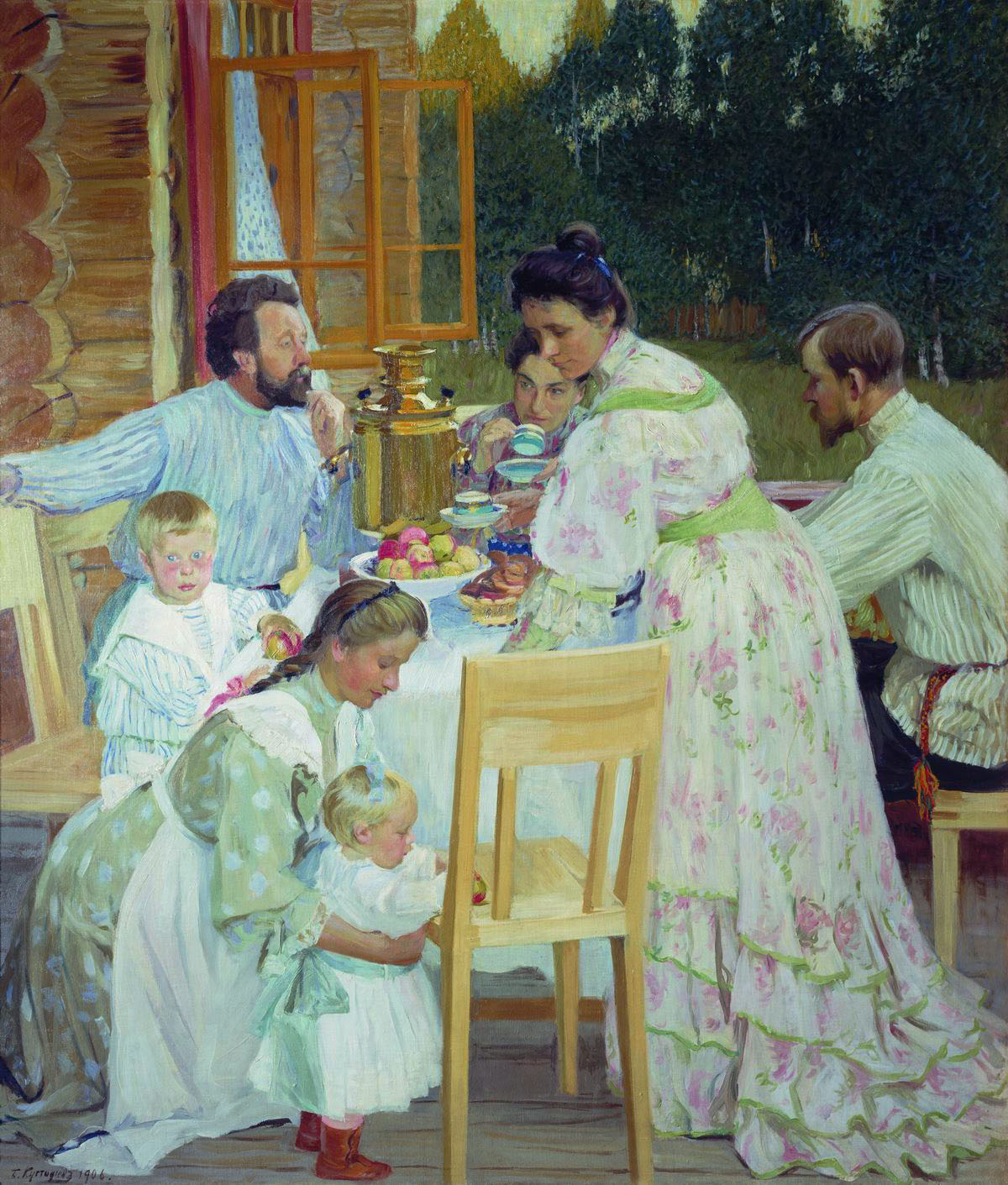
『テラスにて（На террасе』(1906) Nizhny Novgorod State Art Museum